# Архангельское (Елецкий район)
Арха́нгельское — село Архангельского сельского поселения Елецкого района Липецкой области.

## География
Расположено в 8 км к юго-востоку от Ельца.

## Происхождение названия села
Носило также название Маслов Отве́ршек. В 1768 году здесь построена каменная Архангельская церковь, от которой и произошло название села.
До 2000 года было центром Архангельского сельсовета, но передало этот статус поселку Солидарность.

## Население
| 2008 | 2010 |
| ---- | ---- |
| 152  | ↗309 |